# Cocheras (métro de Séville)
Cocheras est une station de la ligne 1 du métro de Séville. Elle est située sous la rue de l'Aigle d'Or, dans le district de Cerro-Amate, à Séville.

## Situation sur le réseau

Plan du réseau.

Établie en souterrain, Cocheras est une station de passage de la ligne 1. Elle est située en zone tarifaire 1, après La Plata, en direction du terminus est de Ciudad Expo, et avant Pablo de Olavide, en direction du terminus sud-ouest d'Olivar de Quintos.
Elle comprend les deux voies de la ligne encadrées par deux quais latéraux équipés de portes palières.

## Histoire
La station ouvre au public lors de mise en service de la ligne, le 2 avril 2009.

## Services aux voyageurs

### Accès et accueil
L'accès à la station s'effectue par un bâtiment qui s'élève au milieu d'un espace vide entre les rues Binefar à l'est et de l'Aigle d'Or à l'ouest, où l'on peut également y accéder par un ascenseur.

### Desserte
Cocheras est desservie par les rames CAF Urbos II qui circulent sur la ligne 1 du métro de Séville.

### Intermodalité
La station est en correspondance avec la ligne d'autobus urbain 26 du réseau Tussam.

## À proximité
La station dessert le siège social de Metro de Sevilla, S.A. ainsi que le garage-atelier de la ligne 1.